# Dewaldt Duvenage
Dewaldt Duvenage (22 de maig de 1988) és un jugador sud-africà de rugbi a 15. Juga com a mig de melé dels Stormers al Super Rugby, i a la Western Province a la Currie Cup. Anteriorment havia jugat als Boland Cavaliers. Va signar un acord per unir-se a l'USAP de Perpinyà que juga en el Top 14.